# Fischermühle (Overath)
Fischermühle ist ein Ortsteil von Marialinden in der Stadt Overath im Rheinisch-Bergischen Kreis in Nordrhein-Westfalen, Deutschland.

## Lage und Beschreibung
Fischermühle liegt im oberen Naafbachtal direkt an der Landesstraße 312, die das Zentrum Overaths mit Much verbindet. Der Birkenbach mündet bei der Mühle in den Naafbach.

## Geschichte
Die Fischermühle wurde 1783 von einem Peter Fischer aus Krampenhöhe am Naafbach errichtet. Der Bau erfolgte trotz Protestes des Grafen von Schaesberg, der sich aber in diesem Streit nicht durchsetzen konnte. Es handelte sich um eine Getreidemühle, die auch erstmals kartografisch als Mühlensymbol 1825 auf der Topographischen Aufnahme der Rheinlande erschien.
Die Mühle war bis zum 19. Jahrhundert Teil der Honschaft Oderscheid im Kirchspiel Overath und gehörte nach dem Zusammenbruch der napoleonischen Administration und deren Ablösung zur Bürgermeisterei Overath im Kreis Mülheim am Rhein. Der Ort ist auf der Preußischen Uraufnahme von 1845 als Fischer M. verzeichnet. Ab der Preußischen Neuaufnahme von 1892 ist der Ort auf Messtischblättern regelmäßig als Fischer M., Fischer-M. und zuletzt als Fischermühle verzeichnet.
Die Gemeinde- und Gutbezirksstatistik der Rheinprovinz führt Fischermühle 1871 mit einem Wohnhaus und zehn Einwohnern auf. Im Gemeindelexikon für die Provinz Rheinland von 1888 werden ein Wohnhaus mit fünf Einwohnern angegeben. 1895 besitzt der Ort ein Wohnhaus mit zehn Einwohnern und gehörte konfessionell zum katholischen Kirchspiel Marialinden, 1905 werden ein Wohnhaus und zwölf Einwohner angegeben.
Nach Umbau zu einem Ausflugslokal wurde das Wasserrad in den 1980er Jahren von dem Mühlenbauer Höller ausgebaut.
Mühlsteine finden noch eine Verwendung als Tischplatten.

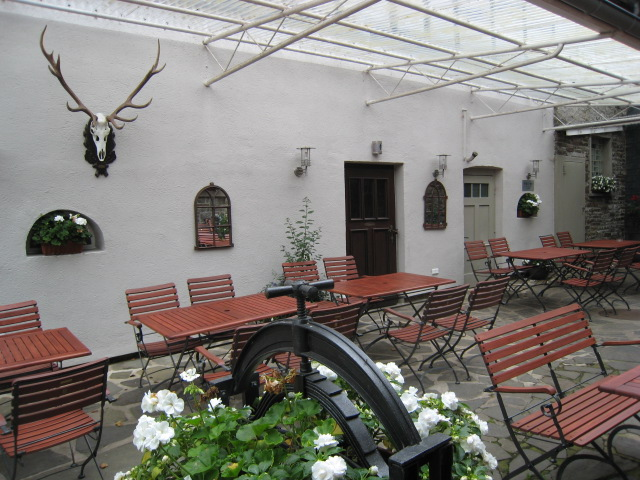
Gastronomie
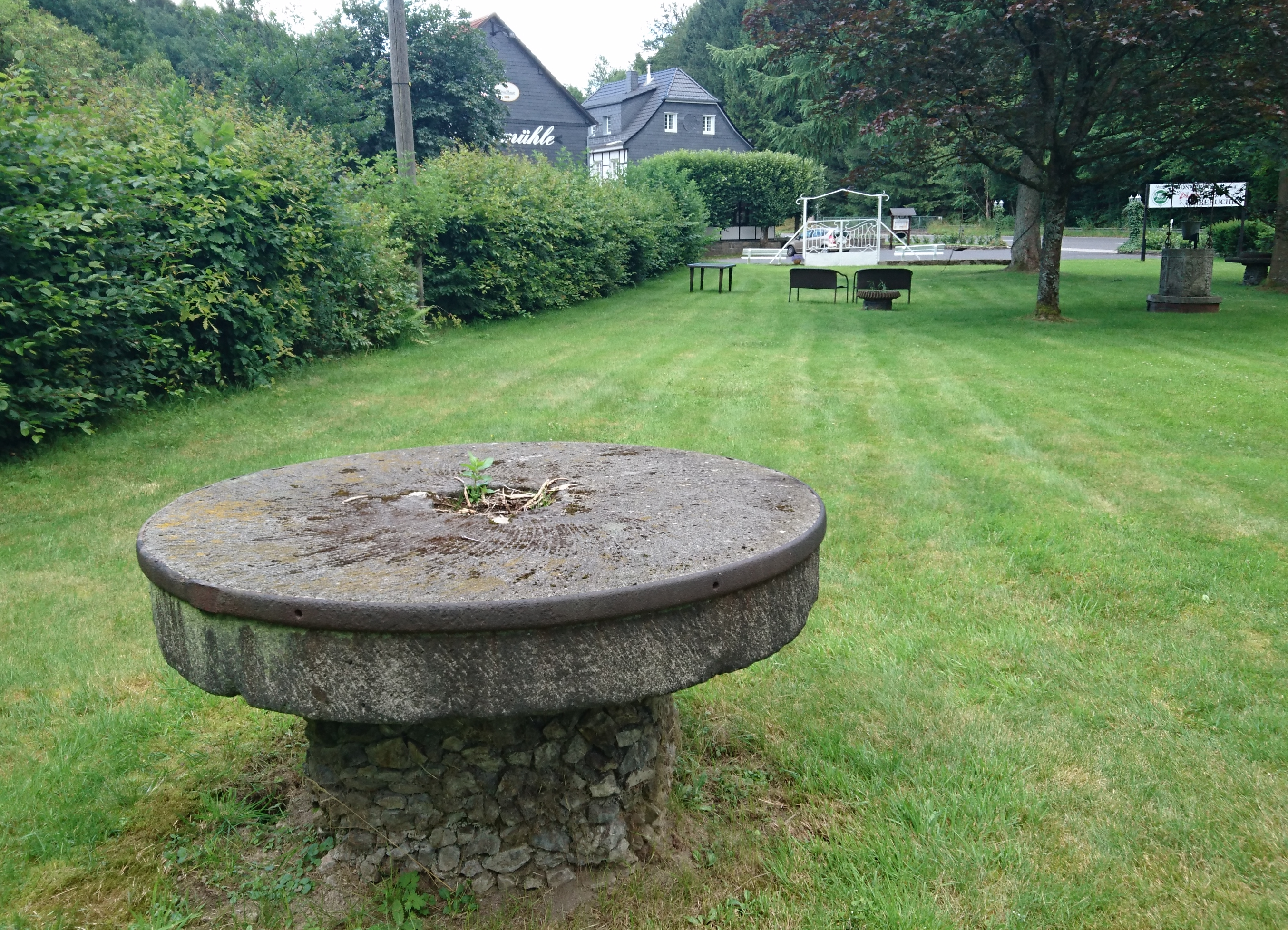
Mühlstein-Tisch
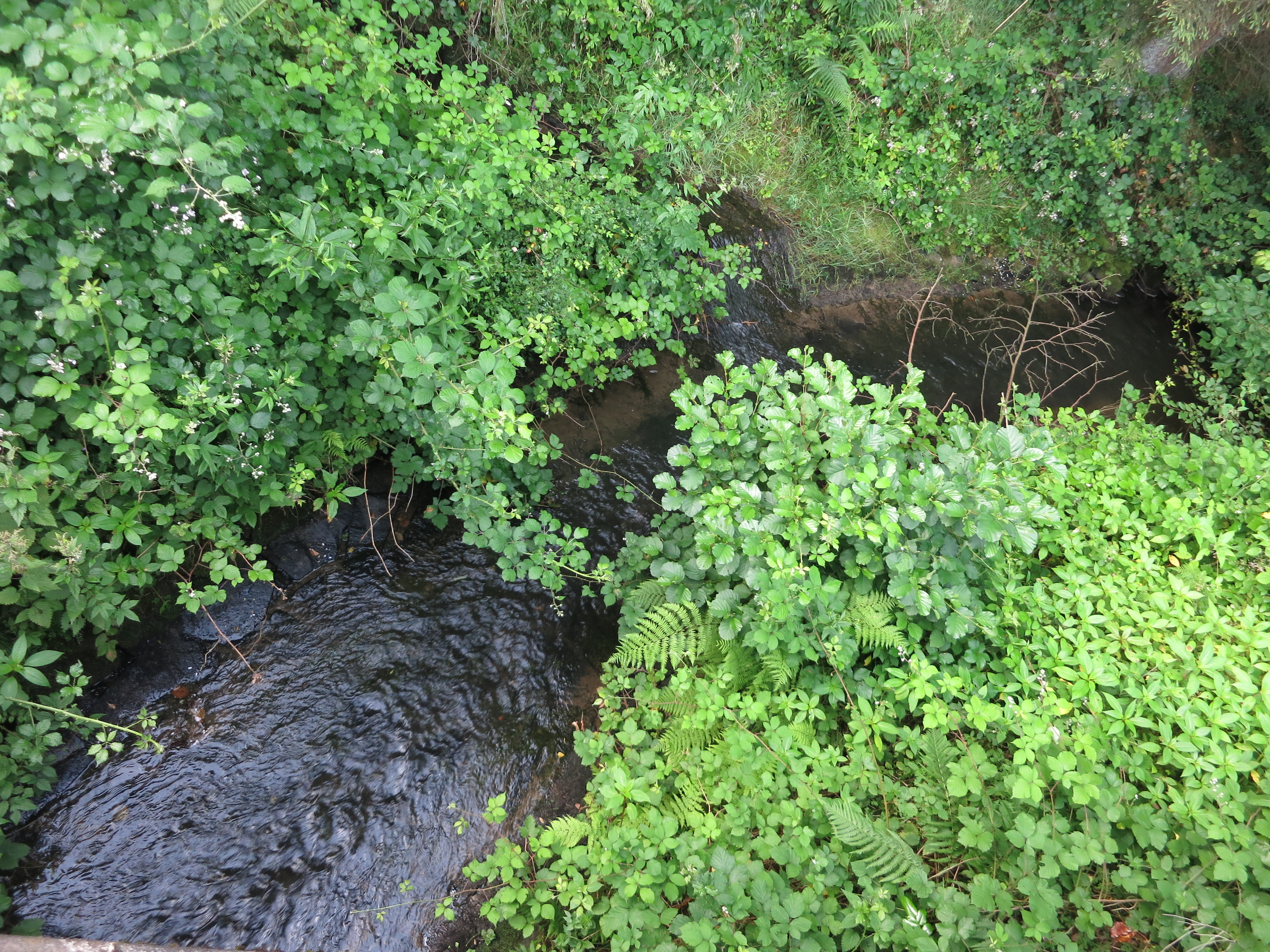
Naafbach
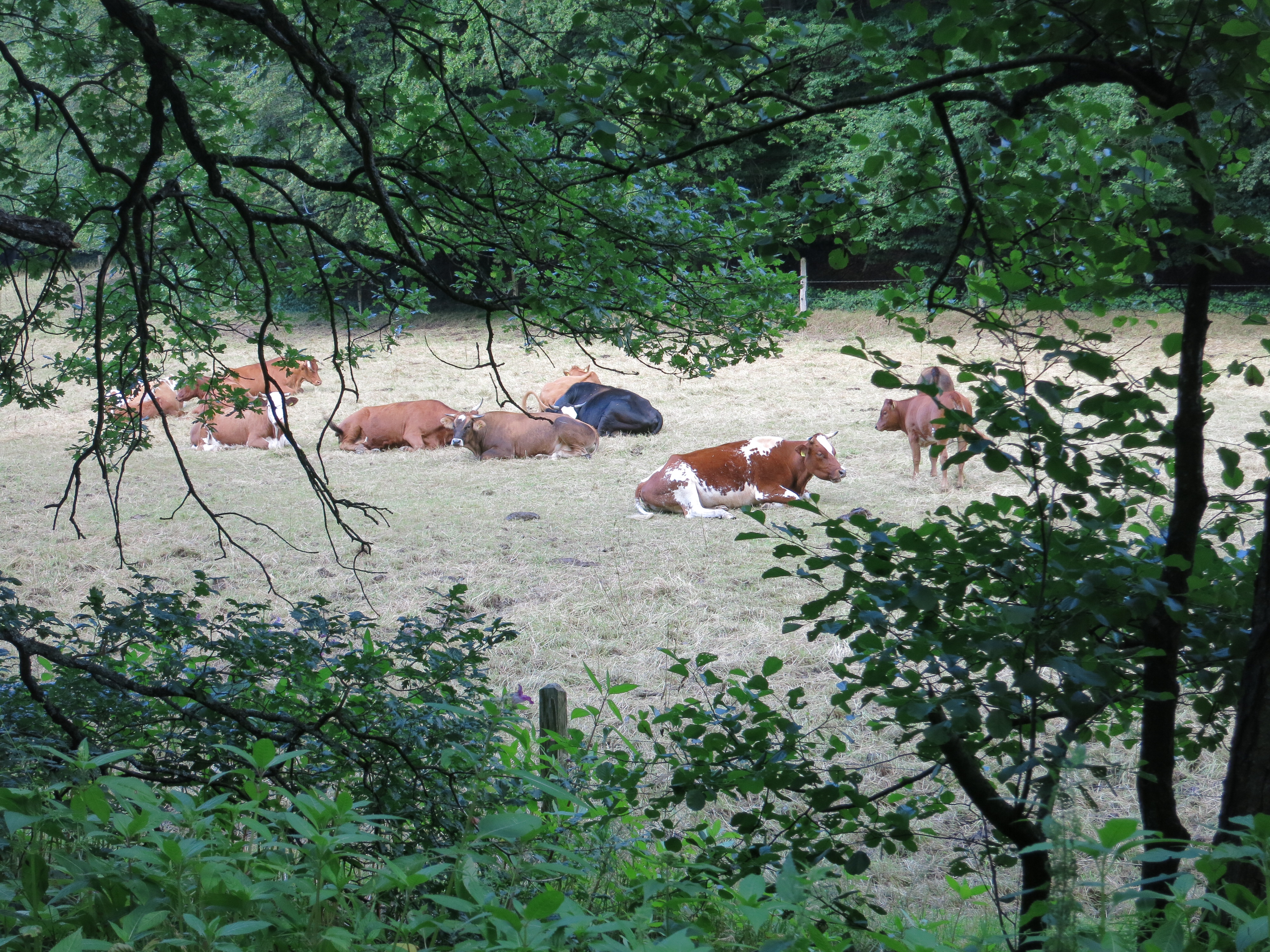
Naafbachufer

## Bergbau
In Fischermühle befindet sich die ehemalige Grube Nikolaus, die 1879 mit der Grube Phönix zur Grube Nikolaus-Phönix konsolidiert wurde. Es handelte sich um eine Buntmetallerz-Grube, die 1911 zum Erliegen kam. Noch heute stehen hier einzelne Gebäude und Schuppen von der ehemaligen Aufbereitungsanlage.

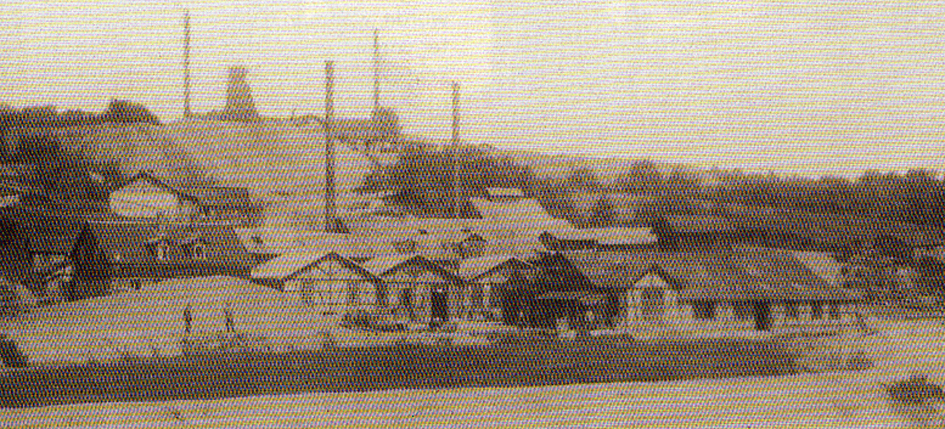
Grube Nikolaus um 1900
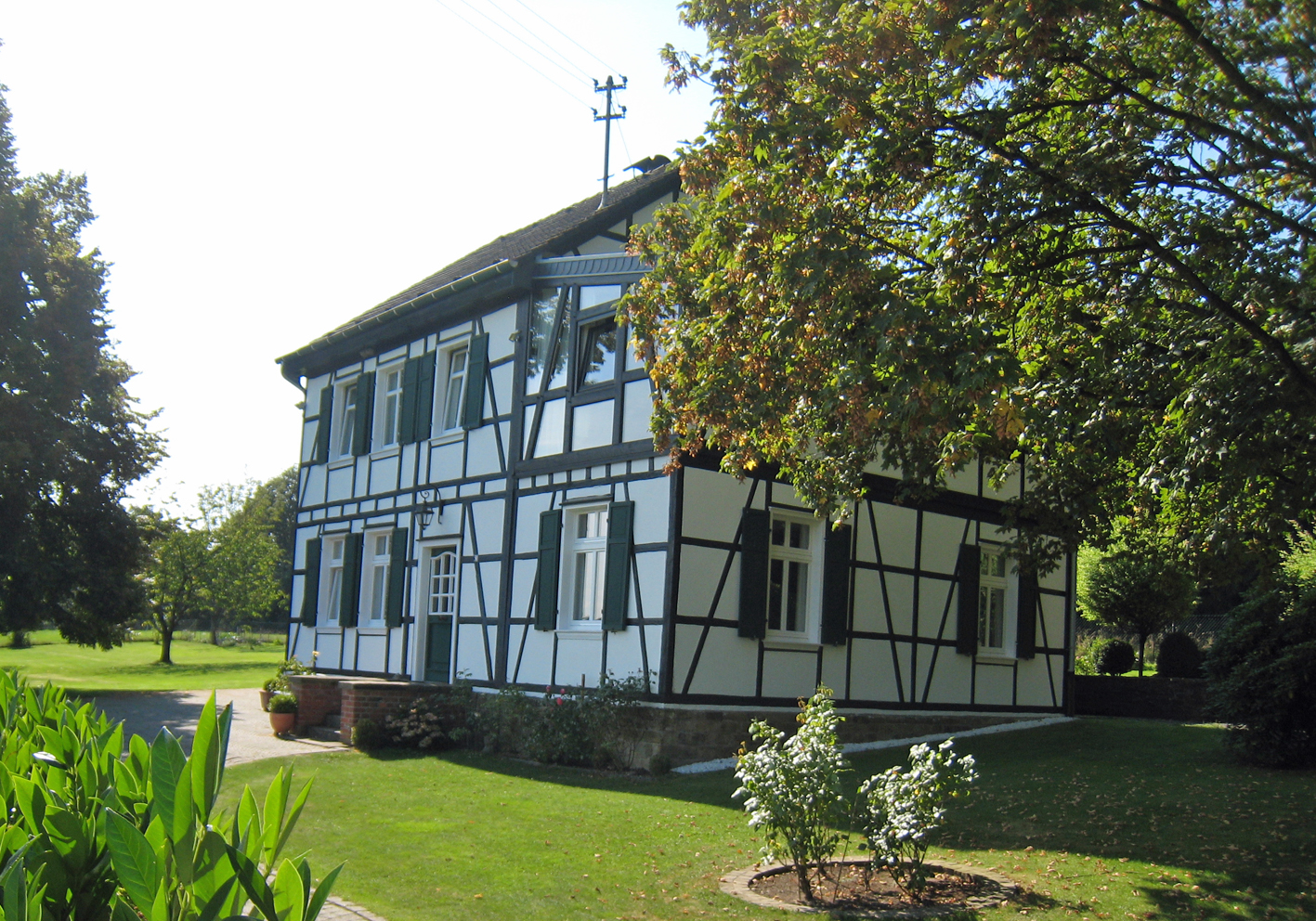
Steigerhaus der Grube Nikolaus-Phönix
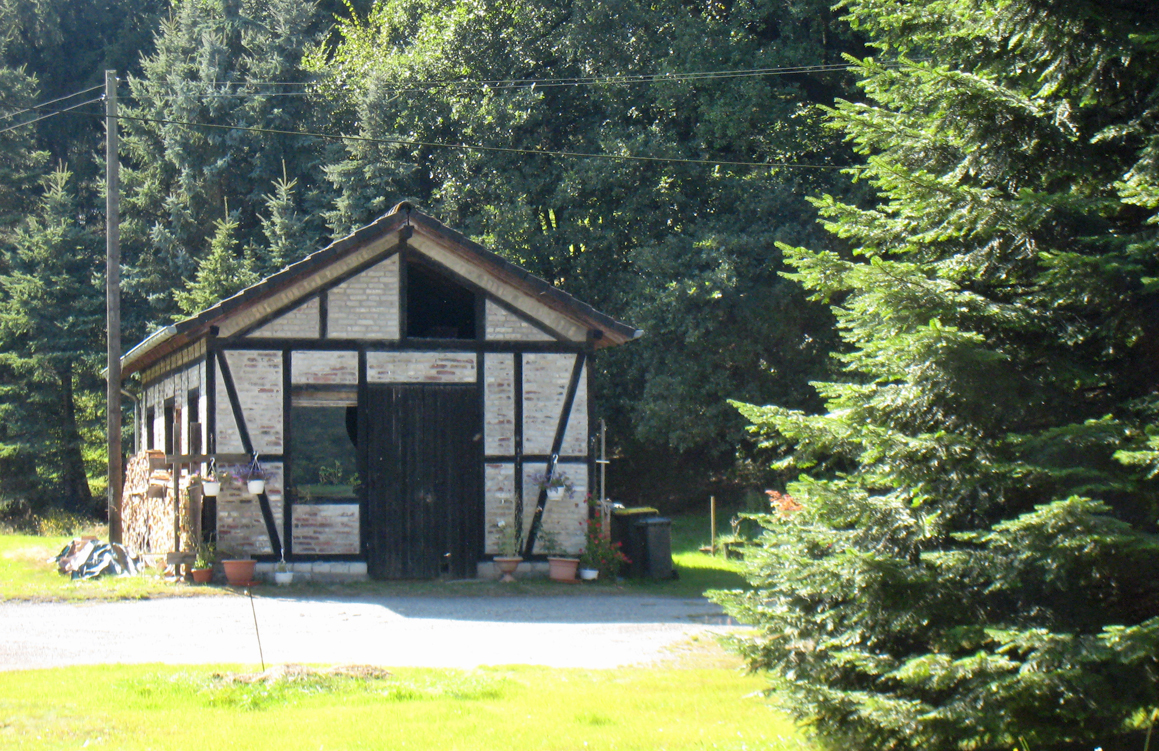
Aufbereitungsgebäude der Grube Nikolaus
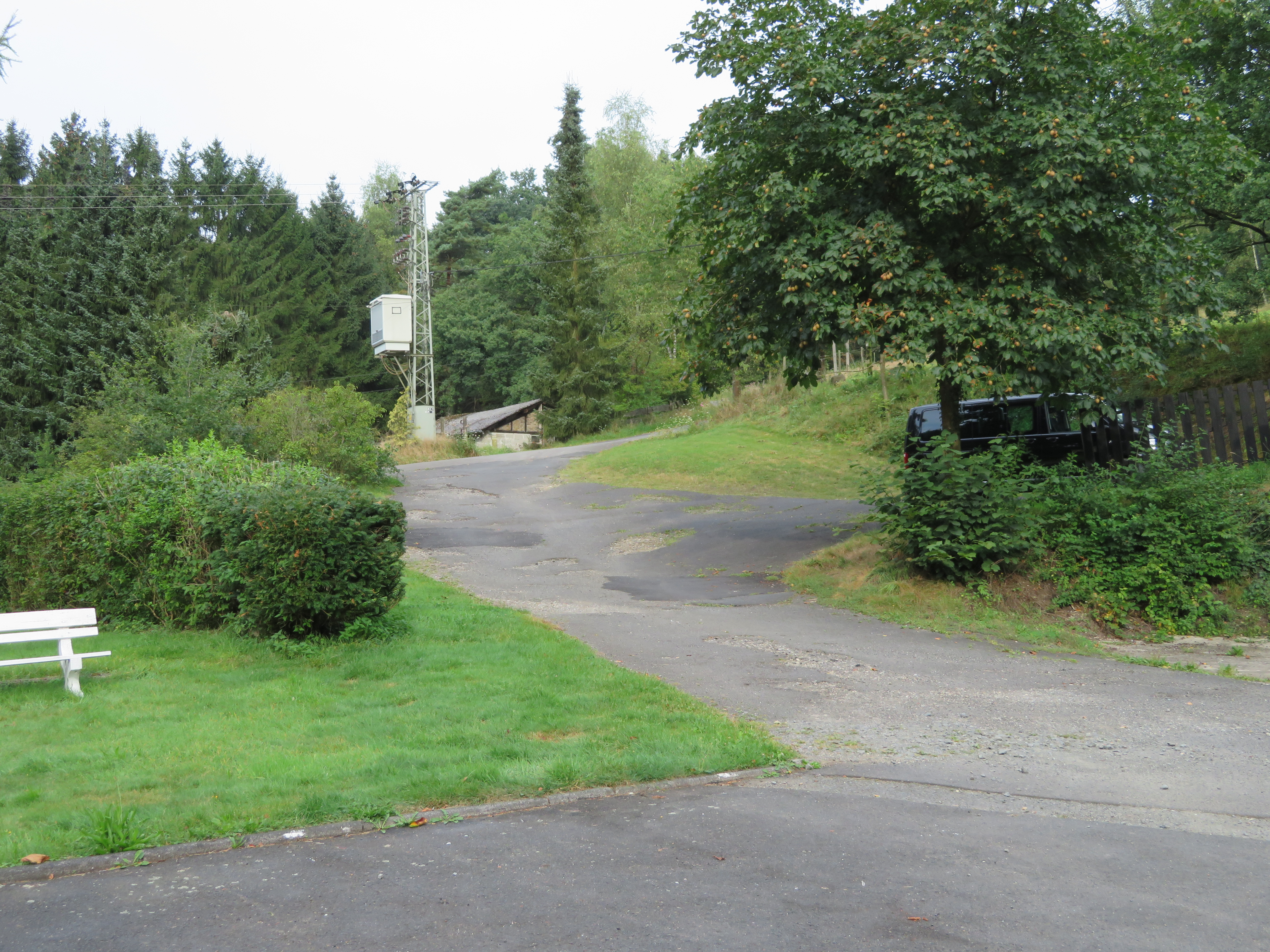
Weg von der Fischermühle zur Grube Nikolaus